# Bitis
Bitis je rod zmijí bez českého ekvivalentu, žijících v Africe a na Arabském poloostrově. Tento rod hadů obsahuje nejmenší i největší zmije na světě a pro jeho zástupce je charakteristické, že v případě ohrožení se viditelně nafukují a hlasitě syčí. Typovým druhem rodu je zmije útočná, která je nejrozšířenější zmijí v Africe. K roku 2004 se do tohoto rodu řadilo 14 druhů zmijí a několik poddruhů.

## Zástupci
- Bitis albanica Hewitt, 1937
- Bitis arietans (Merrem, 1820) – zmije útočná
- Bitis armata (A. Smith, 1826)
- Bitis atropos (Linnaeus, 1758)
- Bitis caudalis (Smith, 1839) – zmije pouštní
- Bitis cornuta (Daudin, 1803) – zmije mnohorohá
- Bitis gabonica (Duméril, Bibron & Duméril, 1854) – zmije gabunská
- Bitis harenna Gower, Wade, Spawls, Böhme, Buechley, Sykes & Colston, 2016
- Bitis heraldica (Bocage, 1889) – zmije erbová
- Bitis inornata (Smith, 1838)
- Bitis nasicornis (Shaw, 1802) – zmije nosorohá
- Bitis parviocula Böhme, 1977 – zmije malooká
- Bitis peringueyi (Boulenger, 1888) – zmije zakrslá
- Bitis rubida Branch, 1997
- Bitis schneideri (Boettger, 1886) – zmije Schneiderova
- Bitis worthingtoni Parker, 1932 – zmije Worthingtonova
- Bitis xeropaga Haacke, 1975

## Galerie

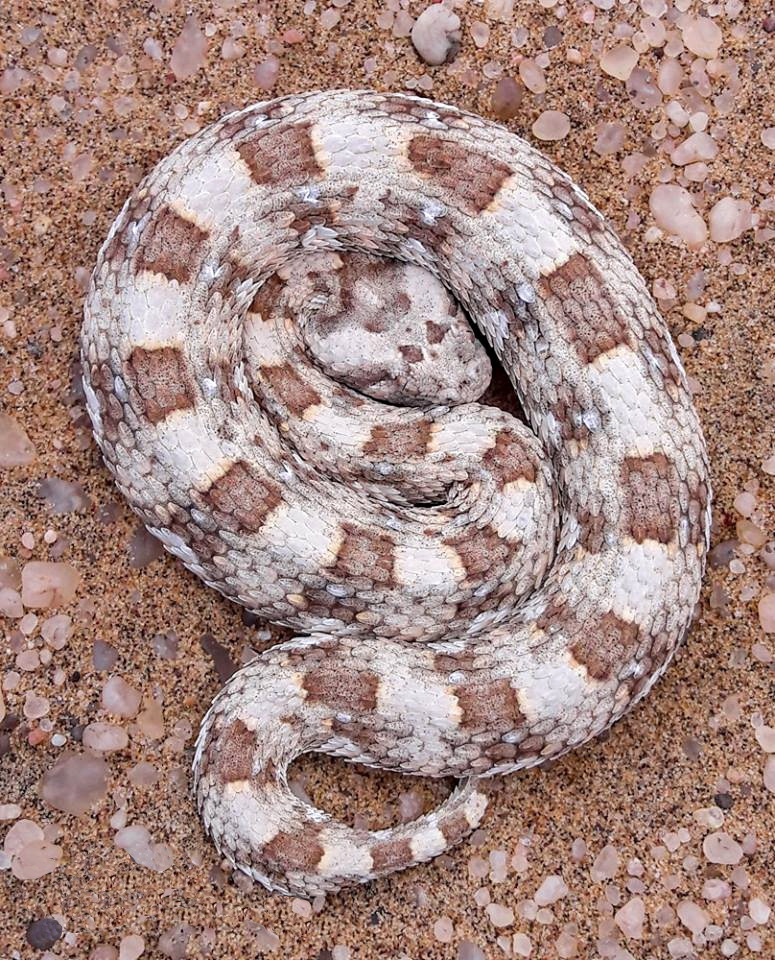
zmije pouštní
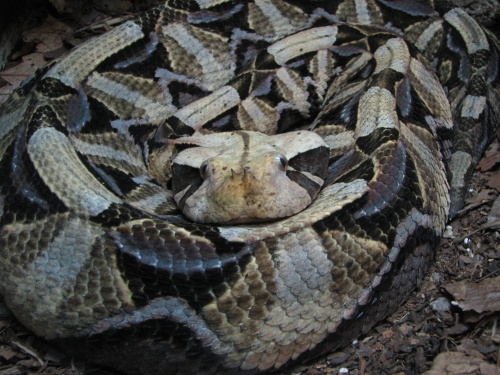
zmije gabunská